# 薩韋納河
44°29′09″N 11°26′35″E / 44.4859°N 11.4430°E

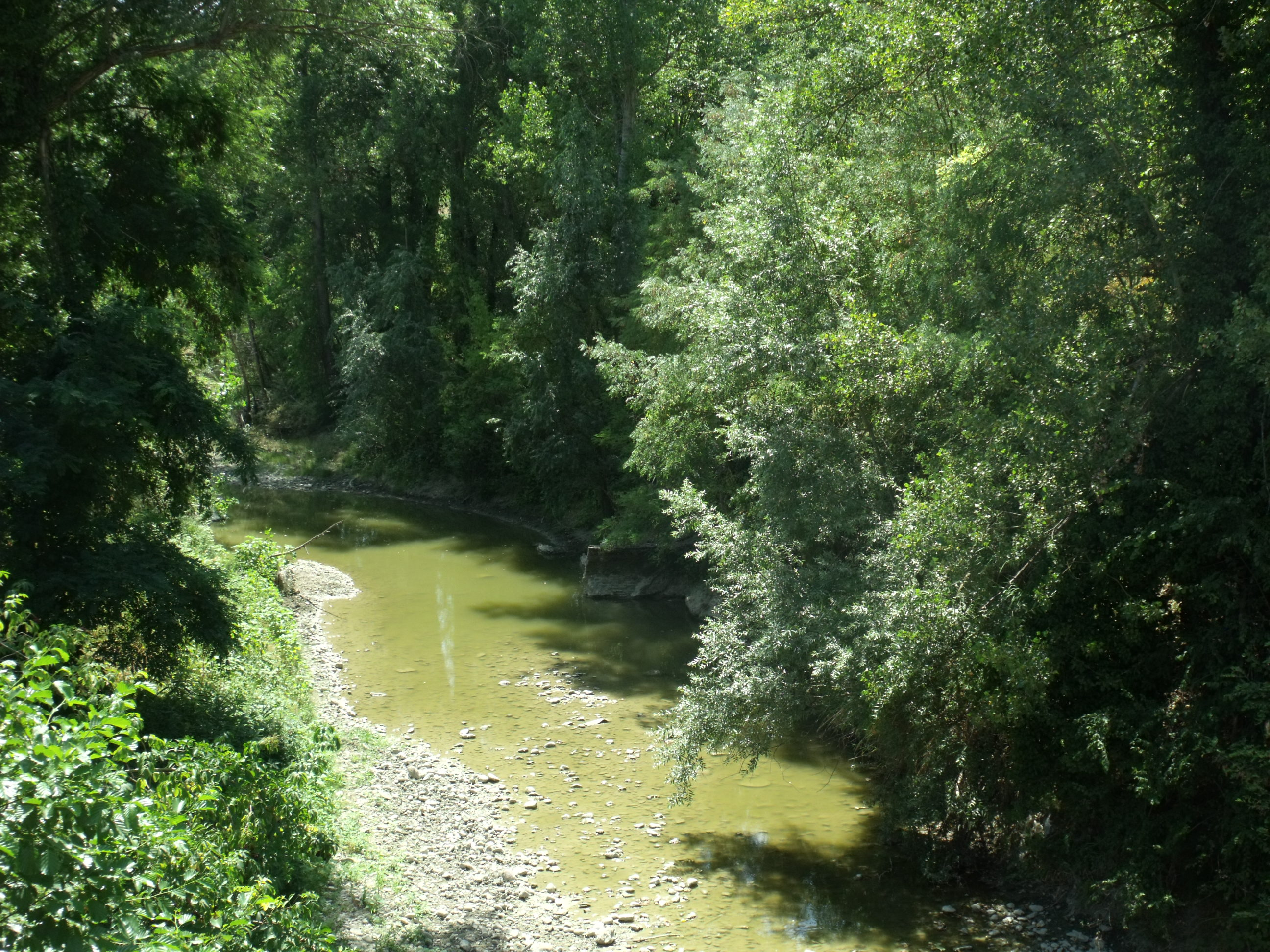

薩韋納河是意大利的河流，位於該國中北部，流經托斯卡納大區和艾米利亞-羅馬涅大區，河道全長55公里，流域面積170平方公里，發源自菲倫佐拉附近。